# 21529 Johnjames
21529 Johnjames este un asteroid din centura principală de asteroizi.

## Descriere
21529 Johnjames este un asteroid din centura principală de asteroizi. A fost descoperit pe 26 iunie 1998 la Socorro, New Mexico, în cadrul proiectului LINEAR. Asteroidul prezintă o orbită caracterizată de o semiaxă mare de 2,88 ua, o excentricitate de 0,18 și o înclinație de 13,5° în raport cu ecliptica.